# Haldenslebener Roland (Schiff, 1955)
Haldenslebener Roland ist der Name eines deutschen Fahrgastschiffes.

## Geschichte
Das Schiff wurde 1955 bei Bausch in Köln gebaut und 1976 auf der Lux-Werft in Mondorf umgebaut. Nur der Rumpf soll noch aus der Anfangszeit des Schiffes stammen.
Zunächst fuhr das Schiff unter dem Namen Stadt Essen für die Essener Verkehrs-AG. 1975 war die Stadt Essen laut Günter Benja 27,8 Meter lang und 5,2 Meter breit. Sie hatte einen Tiefgang von 0,9 Metern und konnte mit ihrer 150-PS-Maschine eine Geschwindigkeit von 20 km/h erreichen. Zu Benjas Zeit durften mit dem Schiff noch 250 Personen befördert werden. Nach Angaben eines Mitglieds des Binnenschifferforums fuhr das Schiff von 1987 bis 1989 in Hitzacker als Drawehn, allerdings müsste dann dieser Name innerhalb kürzester Zeit zweimal vergeben worden sein, weil auch für die Wappen von Bodenwerder ein Wechsel nach Hitzacker und eine Umbenennung in Drawehn für die Zeit von 1987 bis 1989 überliefert ist.
Ab 1989 trug das Schiff den Namen Brunswik und fuhr auf dem Mittellandkanal für die Braunschweiger Personenschiffahrt [sic!]. Trotz des Umbaus gibt Dieter Schubert im Jahr 2000 recht ähnliche Daten für das Schiff an wie Günter Benja 25 Jahre früher. Laut Schubert war das Schiff als Brunswik 27,42 Meter lang und 5,33 Meter breit, hatte nach wie vor einen Tiefgang von 0,9 Metern und eine Maschinenleistung von 150 PS, aber nur noch eine Zulassung zur Beförderung von 190 Fahrgästen.
2003 kam das Schiff als Haldenslebener Roland zu Frank-P. Kretschmar nach Haldensleben. Die Statue, nach der es offenbar benannt wurde, wird als Haldensleber Roland bezeichnet. Kretschmar betrieb das Schiff bis 2012 selbst und kehrte dann zur Frachtschifffahrt zurück. Die Haldenslebener Roland wurde danach einige Jahre lang von der Umschlags- und Handelsgesellschaft Haldensleben (UHH) betrieben. Diese ließ den Pachtvertrag für das Schiff aber schließlich auslaufen. Detlef Furchheim, der zuvor in Weißenfels und Merseburg Personenschifffahrt betrieben hatten, wollte damals den Betrieb übernehmen und ein größeres Schiff nach Haldensleben bringen. Nur wenige Tage, nachdem er dieses Vorhaben kundgetan hatte, ging ihm aber offenbar auf, dass es sich nicht realisieren ließ. Furchheim lebte damals in Roßleben, etwa 150 Kilometer von Halberstadt entfernt. Sowohl der Schiffsführer als auch der Matrose des Schiffes hatten sich zunächst arbeitslos gemeldet und dann anderweitig Arbeit angenommen, der Kartenverkauf und die Organisation ließen sich nicht so delegieren, wie Furchheim es sich vorgestellt hatte, und der Schiffsanleger am Mittellandkanal durfte auch nicht eingezäunt werden, wie er sich das gewünscht hatte. Mit Furchheims Rückzieher war die Ära der Fahrgastschifffahrt in Haldensleben zu Ende.
Im Frühjahr 2018 wurde daher die Haldenslebener Roland zum Kauf oder zur Pacht angeboten. Aus der Beschreibung des Schiffes, die aus diesem Anlass erstellt wurde, geht hervor, dass die Haldenslebener Roland nicht mehr ihren originalen Deutz-Motor von 1955 hatte, sondern beim Umbau 1976 eine neue Maschine, ebenfalls von Deutz, erhalten hatte. Bedenklich erschienen unter anderem die Ergebnisse der Bodenmessung, die an zwei Stellen nur noch eine Dicke von 3,6 bzw. 3,7 mm ergeben hatten, sowie die Tatsache, dass das Schiff keinen Fäkalientank besaß. Die Preisvorstellung des Verkäufers lag zunächst bei 140.000 Euro, wurde dann aber auf 125.000 Euro und schließlich im Frühjahr 2019 auf 100.000 Euro gesenkt.
Das Schiff befand sich zeitweise in Genthin und wurde dann nach Spandau verlegt, wo es 2022 noch immer am Ziegelhof liegt.